# Divize A 1983/1984
V soubojích 19. ročníku České divize A 1983/84 se utkalo 14 týmů dvoukolovým systémem podzim – jaro. Tento ročník začal v srpnu 1983 a skončil v červnu 1984.

## Nové týmy v sezoně 1983/84
Z 2. ligy – sk. A 1982/83 sestoupila do Divize A mužstva TJ ČKZ Rakovník a TJ ČSAD Benešov. Z krajských přeborů ročníku 1982/83 postoupilo vítězné mužstvo TJ JČDZ Vodňany ze Jihočeského krajského přeboru. Také sem bylo přeřazeno mužstvo TJ Jawa Metaz Týnec nad Sázavou z Divize C.

## Výsledná tabulka
| Poř. | Tým                             | Z  | V  | R | P  | VG | OG | B  |
| ---- | ------------------------------- | -- | -- | - | -- | -- | -- | -- |
| 1.   | TJ Rudá hvězda Sušice           | 26 | 18 | 8 | 0  | 75 | 16 | 44 |
| 2.   | TJ ČKZ Rakovník                 | 26 | 13 | 8 | 5  | 31 | 21 | 34 |
| 3.   | TJ ČSAD Benešov                 | 26 | 11 | 8 | 7  | 46 | 28 | 30 |
| 4.   | TJ Lokomotiva Plzeň             | 26 | 12 | 5 | 9  | 41 | 35 | 29 |
| 5.   | TJ Okula Nýrsko                 | 26 | 10 | 7 | 9  | 37 | 27 | 27 |
| 6.   | VTJ Písek                       | 26 | 10 | 6 | 10 | 31 | 35 | 26 |
| 7.   | TJ JČDZ Vodňany                 | 26 | 10 | 5 | 11 | 35 | 45 | 25 |
| 8.   | TJ ZVVZ Milevsko                | 26 | 8  | 8 | 10 | 25 | 32 | 24 |
| 9.   | TJ Spartak Hořovice             | 26 | 10 | 4 | 12 | 32 | 42 | 24 |
| 10.  | TJ VS Tábor                     | 26 | 7  | 9 | 10 | 29 | 33 | 23 |
| 11.  | TJ Tatran Prachatice            | 26 | 7  | 8 | 11 | 37 | 44 | 22 |
| 12.  | TJ ČZ Strakonice                | 26 | 8  | 6 | 12 | 29 | 42 | 22 |
| 13.  | TJ Jiskra Třeboň                | 26 | 9  | 4 | 13 | 36 | 53 | 22 |
| 14.  | TJ Jawa Metaz Týnec nad Sázavou | 26 | 2  | 6 | 18 | 20 | 68 | 10 |

Poznámky:
- Z = Odehrané zápasy; V = Vítězství; R = Remízy; P = Prohry; VG = Vstřelené góly; OG = Obdržené góly; B = Body

|  | Postup do 3. ligy – sk. A 1984/85                |
|  | Sestup do příslušného oblastního přeboru 1984/85 |